# Manasi (köpinghuvudort i Kina, Xinjiang Uygur Zizhiqu, lat 44,31, long 86,21)
Manasi (kinesiska: 玛纳斯, 玛纳斯镇) är en köpinghuvudort i Kina. Den ligger i den autonoma regionen Xinjiang, i den nordvästra delen av landet, omkring 120 kilometer nordväst om regionhuvudstaden Ürümqi. Antalet invånare är 38 077. Befolkningen består av 18 798 kvinnor och 19 279 män. Barn under 15 år utgör 17,0 %, vuxna 15-64 år 74 %, och äldre över 65 år 8,0 %.
Runt Manasi är det glesbefolkat, med 17 invånare per kvadratkilometer. Närmaste större samhälle är Shihezi, 14,0 km väster om Manasi. Trakten runt Manasi består i huvudsak av gräsmarker.
Genomsnittlig årsnederbörd är 252 millimeter. Den regnigaste månaden är november, med i genomsnitt 43 mm nederbörd, och den torraste är januari, med 9 mm nederbörd.